# Baksa Márk

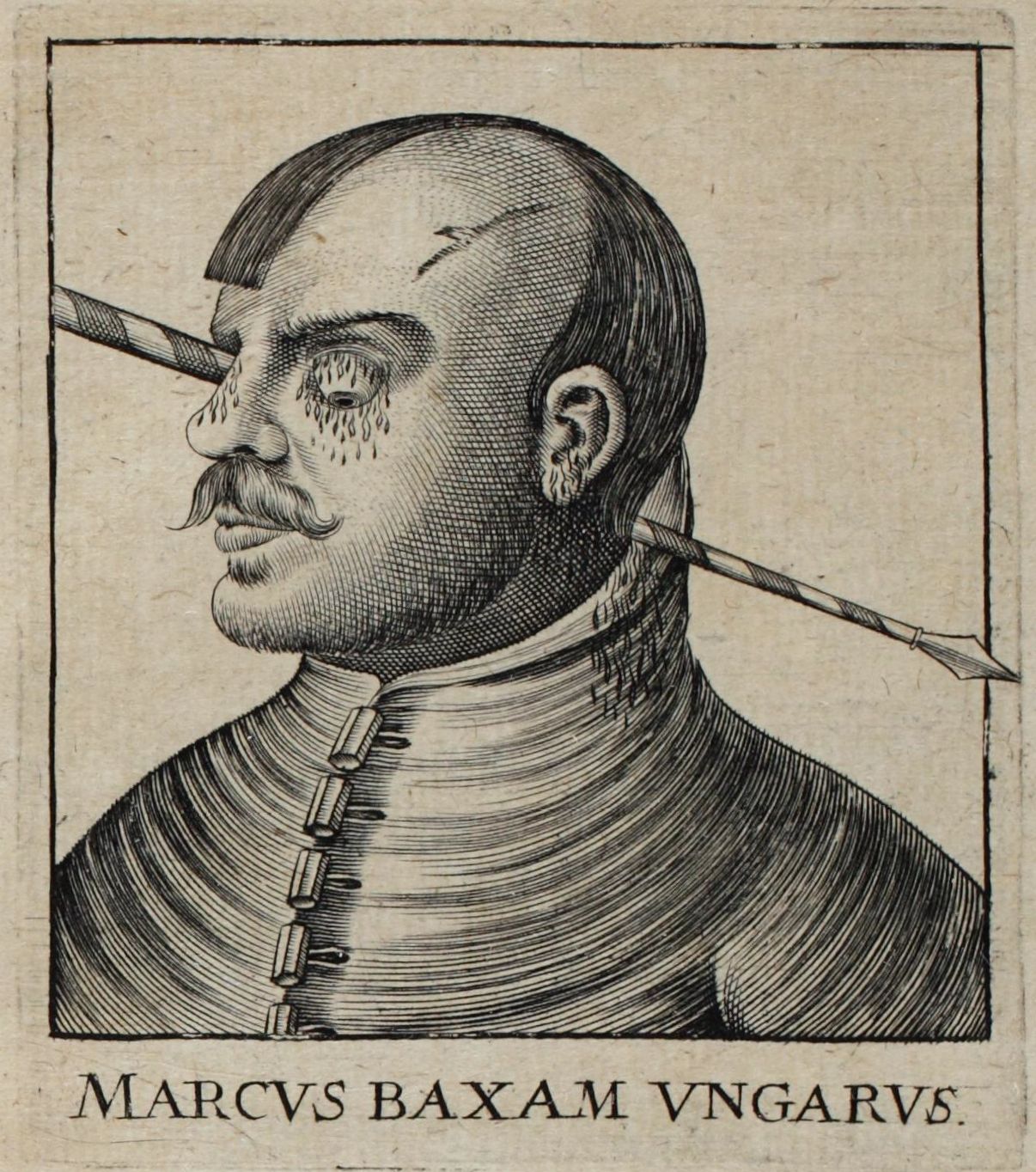
Ismeretlen szerző által készített korabeli metszet Baksaházi Baksa Márk sebesüléséről

Baksaházi Baksa Márk (egyes forrásokban Marcus Baxam, Baksa Márkus, Baci György vagy Baxi Gergely, Gregor Baci, nevének nyugat-európai változata Baxa Márk; 16–17. század) magyar katona, aki 1598-ban bekövetkezett, számos műalkotásban megörökített sérüléséről lett híres.

## Híres sebesülése

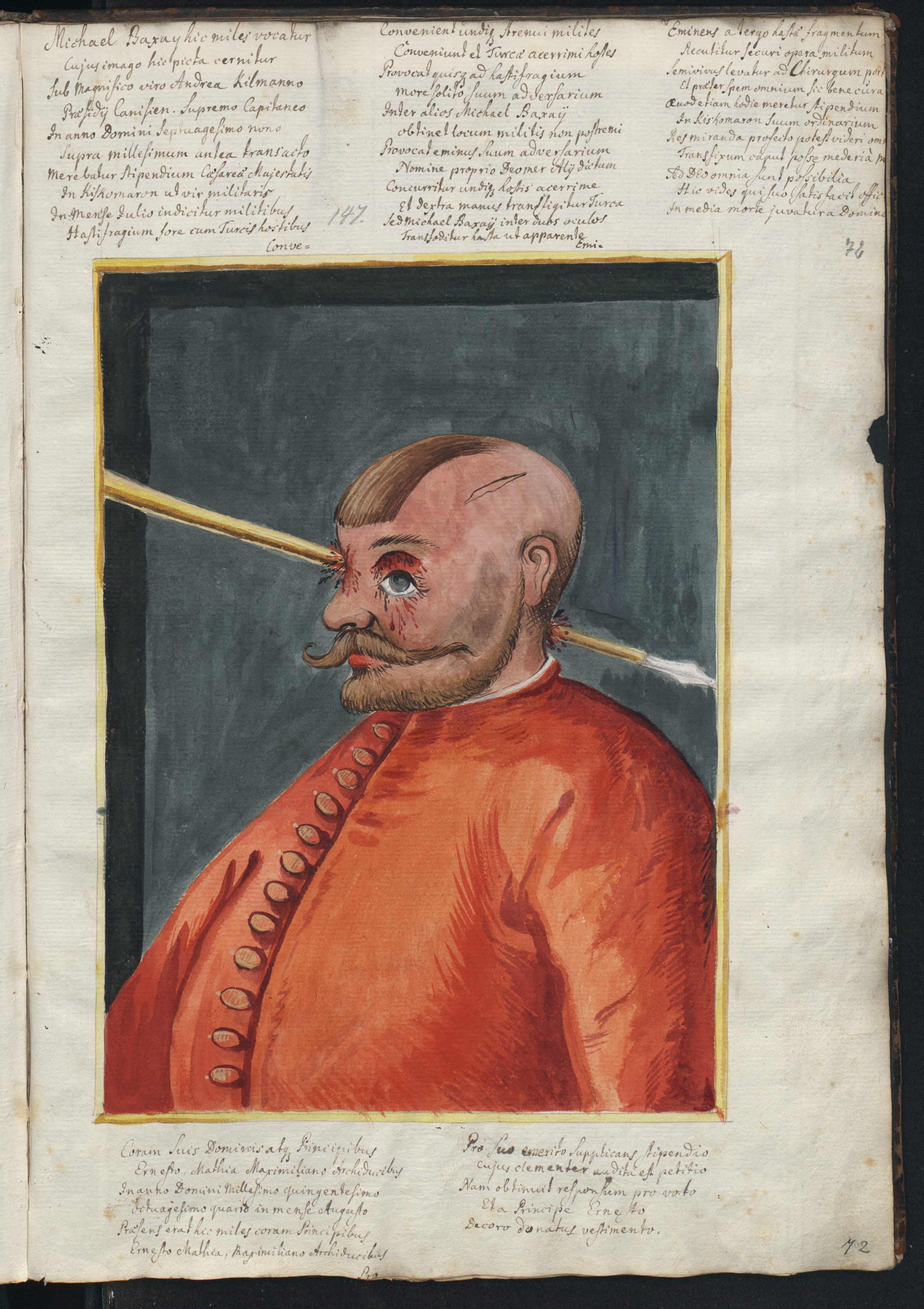
Illusztráció az Icones habitus monumenta Turcarum Fol. 72r-ben.

Baksa Márk életéről és tetteiről csak igen szegényes és kevés forrásadat áll az utókor rendelkezésére. Az első hiteles, hozzá köthető tudósítás alapján az 1594-ben a török seregek által elfoglalt győri vár négy évvel későbbi, 1598-as ostromának alkalmával érte nevezetes sebesülése. A történet szerint ebben a csatában a koponyájába egy török katona kopjája fúródott, amely a jobb szemét szétroncsolva hatolt a fejébe. A fegyver hegye a tarkóján vagy a nyakán, egyes források szerint a bal fül alatti nyakrészt átdöfve állt ki a testéből. A katonának ennek ellenére sikerült túlélnie a sebesülését, sőt később részt vett a tizenöt éves háború (1591/93–1606) további csatáiban is. A krónikák szerint egy évvel élte túl a sebesülését.
A katona sebesülése és kitartása Európa-szerte ismertté vált, számos rézmetszet készült a kopjával átszúrt koponyájáról, valamint több versben is megörökítették sebesülésének történetét. Már 1629-ben említést tesz Martin Schödel Disquisito historico-politica de Regno Hungariae című művében Baksa Márk sebéről és képet is közzétesz róla.
Hasonló illusztráció található az 1586 és 1650 között készült Icones habitus monumenta Turcarum Libri picturati A 15 kéziratának, a Jagellói Könyvtár fol. 72r lapján. Krakkó. A portré hasonlít a Habitus Baci képeire, a sérülés, a hajviselet és a koponyán lévő sebhely.
Vargha Gyula (1853–1929) statisztikus, költő 1923-ban keletkezett, a Torstenson lakomája címet viselő költeménye is ezek közé a műalkotások közé tartozik. A versben a svéd tisztek azon csúfolódnak, hogy milyen sok idősebb korú magyar katona van jelen köreikben, ugyanis szerintük az igazi vitéz a háborúban leli halálát. Ezzel megkérdőjelezik a magyarok vitézségét. Válaszul Kemény János a könyvtárába vezeti a svédek ezredesét, ahol egy könyvet vesz elő, amelyben egy Baksáról készült kép látható. A versben ugyan kelevéz (a hajítódárda szinonímájaként) szerepel, az egykorú festmények tanúsága szerint azonban ez inkább kopja lehetett, a vastagsága és a korabeli kopjákra jellemző ferde csíkozás alapján. Szabó Péter történész, egyetemi oktató „Virtus vulnere viret”. Sebtől díszlik a vitézség című tanulmányában is Baksa Márkus történetével foglalkozik.
| „Segerskjöld a könyvbe pillant, Ott lefestve képben egy magyar vitéz, Jobb szemébe szúrva roppant Nagy hegyes nyárs, hosszú török kelevész: Tarkóján fél rőfre áll ki. Szörnyű szúrás, látja bárki, Ily döfésbe a halandó belevész. | »Olvasd bajtárs!« Az meg olvas: »Baksa Márkus, híres magyar kapitány. Így veré át gyilkoló vas, Szemén ment be, s hátul jött ki azután; De a döfést kiheverte, S a törököt verten verte, Azután is, még sokáig, száz csátán.« | »Mért van köztünk öreg ember? Bajtárs uram, itt van rá a felelet, Én hallgattam türelemmel, Német írja, s az nekünk nem hízeleg. Ha mi olyan könnyen halnánk, Kihalt volna rég a fajtánk, Annyi vérünk öntözé már a röget.«” |

Vargha Gyula (1853–1929): Torstenson lakomája (részlet). Napkelet. 1923. I. évf, 1. sz.

## Kapcsolódó szócikk
- Phineas Gage